# Janvier 1917 (guerre mondiale)
Décembre 1916 - janvier 1917 - Février 1917
- 6 janvier : 
  - Conférence de Rome (1917) : l'Entente analyse la situation grecque pour y faire face.
  - Prise de Brăila (Roumanie) par les Allemands.

- 9 janvier : 
  - bataille de Rafa : conquête de la ville, base arrière pour la bataille de Gaza.
  - Guillaume II, conseillé par les Dioscures, décrète le lancement de la guerre sous-marine à outrance à partir du 31 janvier à minuit.

- 15 janvier
  - Le chancelier Theobald von Bethmann-Hollweg offre la couronne du royaume de Pologne tout juste restauré à Charles-Étienne de Teschen, afin de garantir le maintien de la double monarchie dans la guerre.

- 16 janvier : 
  - Envoi par Arthur Zimmermann d'un télégramme à l'ambassadeur allemand au Mexique : le Reich promet au gouvernement mexicain certains territoires américains, en cas d'entrée en guerre du Mexique contre les États-Unis.

- 20 janvier : 
  - Voyage à Vienne de l'amiral Henning von Holtzendorff, destiné à faire accepter au gouvernement austro-hongrois la décision allemande du 9 janvier : Ottokar Czernin, ministre austro-hongrois des affaires étrangères, s'oppose à cette nouvelle forme de guerre.

- 21 janvier : 
  - Parti des lignes belges (Dixmude), l'as belge Edmond Thieffry survole Bruxelles, capitale occupée depuis 1914, et y lance 4 drapeaux pour soutenir le moral de la population.

- 22 janvier : 
  - Le président des États-Unis, Woodrow Wilson, plaide pour une paix sans vainqueurs ni vaincus.

- 29 janvier : 
  - ouverture à Londres de la conférence interalliée pour fixer les modalités de partage de l’Asie Mineure entre les Alliés.

- 31 janvier : 
  - Notification au secrétaire d'État, Robert Lansing, de la décision allemande de déclencher à minuit la guerre sous-marine totale.
  - À minuit, Début de la guerre sous-marine totale imposée par le Reich à ses alliés.